# Mistrovství Asie ve fotbale 1956
Mistrovství Asie ve fotbale 1956 v Hongkongu bylo první mistrovství pořádané fotbalovou asociací AFC. Vítězem se stala Jihokorejská fotbalová reprezentace.

## Kvalifikované týmy
Hlavní článek: Kvalifikace na Mistrovství Asie ve fotbale 1956
- Hongkong (hostitel)
- Izrael (vítěz skupiny 1)
- Jižní Vietnam (vítěz skupiny 2)
- Jižní Korea (vítěz skupiny 3)

## Závěrečný turnaj
| Tým           | Z | V | R | P | VG | IG | +/- | B |
| ------------- | - | - | - | - | -- | -- | --- | - |
| Jižní Korea   | 3 | 2 | 1 | 0 | 9  | 6  | +3  | 5 |
| Izrael        | 3 | 2 | 0 | 1 | 6  | 5  | +1  | 4 |
| Hongkong      | 3 | 0 | 2 | 1 | 6  | 7  | −1  | 2 |
| Jižní Vietnam | 3 | 0 | 1 | 2 | 6  | 9  | −3  | 1 |

| 1. září 1956 19.00  |     |                              |                                                                              |
| Hongkong            | 2:3 | Izrael                       | Government Stadium, Hongkong diváci: 30 000 rozhodčí: H.A. Sheppard (Anglie) |
| Au Chi Yin 12', 66' |     | Glazer 37', 76' Stelmach 69' | Government Stadium, Hongkong diváci: 30 000 rozhodčí: H.A. Sheppard (Anglie) |

| 6. září 1956 19.00                  |     |                                  |                                             |
| Jižní Korea                         | 2:2 | Hongkong                         | Government Stadium, Hongkong diváci: 30 000 |
| Kim Ji-Sung 45' Choi Kwang-Seok 62' |     | Tang Yee Kit 10' Ko Po Keung 39' | Government Stadium, Hongkong diváci: 30 000 |

| 8. září 1956 19.00 |     |                                     |                                                                               |
| Izrael             | 1:2 | Jižní Korea                         | Government Stadium, Hongkong diváci: 20 000 rozhodčí: Trương Văn Ky (Vietnam) |
| Stelmach 71'       |     | Woo Sang-Kwon 52' Sung Nak-Woon 64' | Government Stadium, Hongkong diváci: 20 000 rozhodčí: Trương Văn Ky (Vietnam) |

| 9. září 1956 19.00               |     |                                         |                                             |
| Jižní Vietnam                    | 2:2 | Hongkong                                | Government Stadium, Hongkong diváci: 30 000 |
| Trần Văn Tổng 30' Lê Hữu Đức 64' |     | Chu Wing Wah 59' (pen.) Lau Chi Lam 79' | Government Stadium, Hongkong diváci: 30 000 |

| 12. září 1956 19.00 |     |                   |                                                                             |
| Izrael              | 2:1 | Jižní Vietnam     | Government Stadium, Hongkong diváci: 15 000 rozhodčí: Tommy Tucker (Anglie) |
| Stelmach 14', 27'   |     | Trần Văn Tổng 58' | Government Stadium, Hongkong diváci: 15 000 rozhodčí: Tommy Tucker (Anglie) |

| 15. září 1956 19.00                                                    |     |                                      |                              |
| Jižní Korea                                                            | 5:3 | Jižní Vietnam                        | Government Stadium, Hongkong |
| Sung Nak-Woon 5' Woo Sang-Kwon 41' (pen.), 58' Choi Chung-Min 57', 66' |     | Trải Văn Đào 20' Lê Hữu Đức 51', 63' | Government Stadium, Hongkong |